# Pheidole corticicola
Pheidole corticicola är en myrart som beskrevs av Santschi 1910. Pheidole corticicola ingår i släktet Pheidole och familjen myror. Inga underarter finns listade i Catalogue of Life.